# Valora (Portugal)
Valora es una sociedad anónima portuguesa fundada el 20 de abril de 1999, con sede en Carregado (a las afueras de Lisboa), en un complejo perteneciente al Banco de Portugal, abierto en 1995. Está especializada en la emisión de billetes de banco y está participada al 75% por el Banco de Portugal y al 25% por el grupo británico De La Rue, con una inversión total de 20 millones de euros. En 2003, la participación de De La Rue estaba valorada en 1,3 millones de libras esterlinas.
La empresa es conocida sobre todo por la emisión de los billetes de euros portugueses (1.ª serie: código impresor U, código país M ; 2.ª serie: código impresor M), pero emite también para otros bancos centrales.